# Planococcus boafoensis
Planococcus boafoensis är en insektsart som först beskrevs av Hugh Edwin Strickland 1947.  Planococcus boafoensis ingår i släktet Planococcus och familjen ullsköldlöss.
Artens utbredningsområde är Ghana. Inga underarter finns listade i Catalogue of Life.